# NOS Uit het Leven
NOS Uit het Leven is een televisieprogramma van de NOS waarin een overzicht wordt gegeven van bekende en minder bekende mensen die het afgelopen jaar zijn overleden. Het programma maakt deel uit de serie jaaroverzichten die de NOS elk jaar maakt. Het programma maakte z'n debuut in 2010 onder de titel NOS Over de Doden. Sinds 2014 wordt de hedendaagse titel gevoerd. 